# 2014年至2015年香港足總盃
2014–15年香港足總盃是第 41 屆香港足總盃的足球賽事。本屆足總盃繼續讓香港足總盃初級組的前四名球隊（意即 4 支晉身初賽準決賽球隊）與 9 支超聯球隊爭奪本屆賽事冠軍。

## 賽制
9 隊超聯球隊會聯同2014–15年香港足總盃初級組準決賽隊伍，會參加這次賽事事。整個賽事是以單場淘汰賽形式進，但假如雙方於法定 90 分鐘內賽和，會進行 30 分鐘加時賽，再賽和則會再以互射十二碼方式來決勝負。

## 參賽球隊
2014–15年香港超級聯賽中的 9 支球隊均會直接參加這次賽事之決賽週，而沙田、南區、油尖旺及公民則以初賽首四名資格晉身足總盃決賽週。
| 球隊（聯賽）   | 上屆成績         | 奪冠次數 |
| -------------- | ---------------- | -------- |
| 東方（超）     | 冠軍             | 4 次     |
| 傑志（超）     | 亞軍             | 2 次     |
| 標準流浪（超） | 準決賽出局       | 0 次     |
| 南區（甲）     | 準決賽出局       | 0 次     |
| 南華（超）     | 半準決賽出局     | 10 次    |
| 天行元朗（超） | 半準決賽出局     | 1 次     |
| 公民（甲）     | 半準決賽出局     | 1 次     |
| 太陽飛馬（超） | 十六強出局       | 1 次     |
| 和富大埔（超） | 十六強出局       | 1 次     |
| YFC澳滌（超）  | 十六強出局       | 0 次     |
| 沙田（甲）     | 初賽半準決賽出局 | 0 次     |
| 油尖旺（甲）   | 初賽第三圈出局   | 0 次     |
| 黃大仙（超）   | 初賽第一圈出局   | 0 次     |

## 球賽資料

### 第一圈
| 2015年2月27日 FA01 | 油尖旺（甲）                      | 2–4  | 和富大埔（超）                           | 九龍灣公園               |
| 20:00              | 黃翠成 39' · 陳耀麟 75'（十二碼） | 報告 | 沙利斯 5', 30', 77' · 韓成 49'（烏龍球） | 入場人數： 359 ： 陸建燊 |

| 2015年2月28日 FA02 | 天行元朗（超）                             | 4–1  | 沙田（甲） | 青衣運動場               |
| 14:30              | 蘇沙 24', 39' · 連拿度 90+' · 吉武剛 90+5' | 報告 | 李靈峰 7'  | 入場人數： 299 ： 鄧慶富 |

| 2015年2月28日 FA03                                         | YFC澳滌（超） | 1–1（加時） (5–4 )                                           | 太陽飛馬（超） | 九龍灣公園               |
| 17:30                                                      | 福田健二 69'  | 報告                                                         | 杜基 75'       | 入場人數： 387 ： 湯巨森 |
|                                                            |               |                                                              |                |                          |
| 梁冠聰 · 陳俊樂 · 迪亞斯 · 魯賓 · 費蘭度 · 摩西斯 · 李嘉豪 |               | 鞠盈智 · 禾尼亞 · 唐建文 · 鄧景煌 · 沈國輝 · 摩域冶 · 李康廉 |                |                          |

| 2015年3月1日 FA04 | 黃大仙（超）        | 2–0  | 南區（甲） | 青衣運動場               |
| 14:30             | 李鍵 46' · 辛祖 79' | 報告 |            | 入場人數： 294 ： 何煒昇 |

| 2015年3月1日 FA05 | 南華（超）   | 1–0  | 公民（甲） | 九龍灣公園               |
| 17:30             | 麥比連 45+1' | 報告 |            | 入場人數： 653 ： 陳銘肇 |

### 半準決賽
| 2015年4月11日 FA06 | 傑志（超）                           | 3–1  | 和富大埔（超） | 旺角大球場               |
| 14:30              | 路比亞度 42' · 溫俊 60' · 安基斯 78' | 報告 | 安達 70'       | 入場人數： 523 ： 陳銘肇 |

| 2015年4月11日 FA07 | 天行元朗（超） | 1–3  | YFC澳滌（超）                            | 將軍澳運動場             |
| 17:30              | 蘇沙 66'       | 報告 | 迪亞斯 21' · 福田健二 51' · 費蘭度 90+3' | 入場人數： 267 ： 廖國文 |

| 2015年4月12日 FA08 | 東方（超）                                                   | 5–3（加時） | 黃大仙（超）                                 | 旺角大球場                 |
| 14:30              | 基奧雲尼 15'（十二碼）, 41', 120+1' · 迪高 78' · 謝敏榮 111' | 報告        | 張君 39' · 尹東憲 59'（十二碼） · 傅樹聲 71' | 入場人數： 1,177 ： 吳超覺 |

| 2015年4月12日 FA09 | 標準流浪（超） | 1–3  | 南華（超）                           | 將軍澳運動場             |
| 17:30              | 黎厚希 17'     | 報告 | 羅港威 52' · 陳偉豪 62' · 陳肇麒 77' | 入場人數： 682 ： 劉晃熙 |

### 準決賽
| 2015年4月25日 FA10                                       | 傑志（超） | 0–0（加時） (5–4 )                                                | YFC澳滌（超） | 旺角大球場                 |
| 15:00                                                    |            | 報告                                                              |               | 入場人數： 1,211 ： 何煒昇 |
|                                                          |            |                                                                   |               |                            |
| 巴倫古素 · 艾里奧 · 保連奴 · 溫俊 · 佐迪 · 丹尼 · 曾錦濤 |            | 方栢倫 · 迪亞斯 · 梁冠聰 · 摩西斯 · 費蘭度 · 福田健二 · 夏迪·巴利 |               |                            |

| 2015年4月26日 FA11 | 東方（超） | 1–0  | 南華（超） | 旺角大球場                 |
| 15:00              | 聶凌峰 86' | 報告 |            | 入場人數： 3,233 ： 廖國文 |

### 決賽
| 2015年5月17日 FA12 | 傑志（超）          | 2–0（加時） | 東方（超） | 旺角大球場                 |
| 15:00              | 巴倫古素 100', 116' | 報告        |            | 入場人數： 4,348 ： 吳超覺 |

## 射手榜
決賽圈
| 球員     | 球會     | 入球數 |
| -------- | -------- | ------ |
| 基奧雲尼 | 東方     | 3      |
| 蘇沙     | 元朗     | 3      |
| 沙利斯   | 和富大埔 | 3      |
| 福田健二 | YFC澳滌  | 2      |
| 巴倫古素 | 傑志     | 2      |

## 外部連結
- 香港足球總會–足總盃（页面存档备份，存于）
- 香港足球總會–足總盃初賽（页面存档备份，存于）